# Alfred Billson
Alfred Billson (* 18. April 1839; † 9. Juli 1907) war ein liberaler Politiker in England.

## Leben & Karriere
Geboren in Leicester war er der fünfte Sohn von William Billson. Er wurde im Jahr 1860 als Anwalt zugelassen und zog nach Liverpool, wo er Partner in der Anwaltskanzlei Oliver Jones, Billson und Partner geworden ist. Für die Stadt, war er aktiv in der lokalen liberale Politik als Sekretär des South West Lancashire Liberal Verbands von 1866 bis 1884 und des Liverpool Liberal Verbands. 
Billson wurde als Member of Parliament (MP) für drei verschiedene Wahlkreise: 1892 bis 1895 für  Barnstaple in Devon, von einer Nachwahl im Jahr 1897 der 1900 General Election für  Halifax in West Yorkshire und von 1906 bis zu seinem Tod im Jahr 1907 für  North West Staffordshire.
| Personendaten    | Personendaten                                       |
| ---------------- | --------------------------------------------------- |
| NAME             | Billson, Alfred                                     |
| KURZBESCHREIBUNG | britischer Politiker, Mitglied des House of Commons |
| GEBURTSDATUM     | 18. April 1839                                      |
| STERBEDATUM      | 9. Juli 1907                                        |